# A Aldea (Villarino de Conso)
A Aldea es una entidad de población situada en la parroquia de Mormentelos, del municipio español de Villarino de Conso, en la provincia de Orense, Galicia.

## Demografía
La entidad de población de A Aldea no consta ni en las bases de datos del INE ni en las del IGE por lo que se desconocen los datos demográficos de la misma.